# Goalball nos Jogos Paralímpicos de Verão de 2020 – Masculino
As disputas masculinas do goalball nos Jogos Paralímpicos de Verão de 2020 foram disputadas entre 25 de agosto e 3 de setembro de 2021 na Makuhari Messe, em Tóquio, Japão.

## Medalhistas

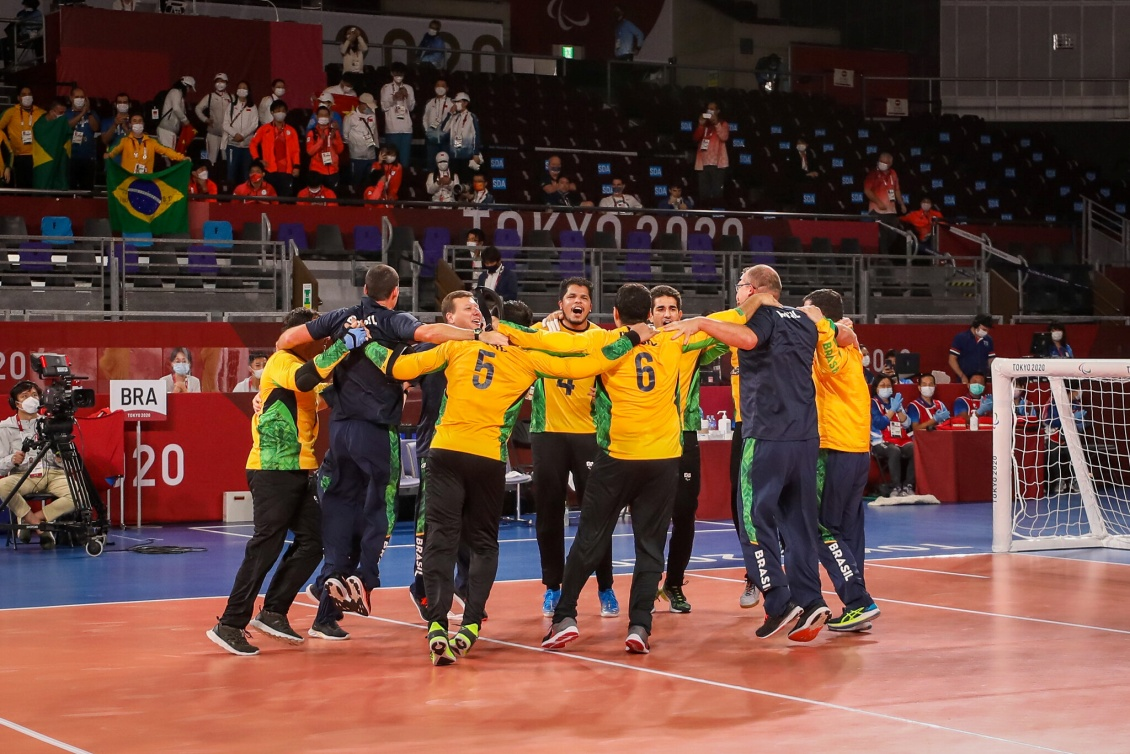
Comemoração da Seleção Brasileira após a conquista da medalha de ouro no torneio masculino.

| Evento    | Ouro                                                                                                | Prata                                                                                  | Bronze |
| --------- | --------------------------------------------------------------------------------------------------- | -------------------------------------------------------------------------------------- | --- |
| Masculino | BRA Brasil José Roberto Alex de Melo Emerson Ernesto Leomon Moreno Josemarcio Sousa Romário Marques | CHN China Changgui Cai Liangliang Chen Mingyao Hu Mingyuan Yang Qinquan Yu Liangyu Lai | LTU Lituânia Nerijus Montvydas Justas Pazarauskas Mantas Brazauskis Arturas Jonikaitis Genrik Pavliukianec Marius Zibolis |

## Qualificação
| Qualificação                         | Data                                 | Sede         | Vagas | Qualificados                              |
| ------------------------------------ | ------------------------------------ | ------------ | ----- | ----------------------------------------- |
| Anfitrião                            | 7 de setembro de 2013                | Buenos Aires | 1     | Japão (JPN)                               |
| Copa do Mundo da IBSA de 2018        | 3–8 de junho de 2018                 | Malmö        | 3     | Bélgica (BEL) Brasil (BRA) Alemanha (GER) |
| Jogos Mundiais da IBSA de 2019       | 29 de junho – 9 de julho de 2019     | Fort Wayne   | 2     | Lituânia (LTU) Turquia (TUR)              |
| Campeonato Europeu de 2019           | 5–14 de outubro de 2019              | Rostock      | 1     | Ucrânia (UKR)                             |
| Jogos Parapan-Americanos de 2019     | 23 de agosto – 1 de setembro de 2019 | Lima         | 1     | Estados Unidos (USA)                      |
| Campeonato Asiático/Pacífico de 2019 | 5–11 de dezembro de 2019             | Tóquio       | 1     | China (CHN)                               |
| Campeonato Africano de 2020          | 28 de fevereiro – 6 de março de 2020 | Port Said    | 1     | Argélia (ALG)                             |
| Total                                |                                      |              | 10    |                                           |

## Times classificados
| Grupo A - JPN Japão - BRA Brasil - USA Estados Unidos - LTU Lituânia - ALG Argélia | Grupo B - BEL Bélgica - UKR Ucrânia - TUR Turquia - CHN China - GER Alemanha |

## Fase final
|  | Quartas de final   | Quartas de final   |               |              | Semifinal           | Semifinal           |  |  | Disputa pelo ouro | Disputa pelo ouro |
|  |                    |                    |               |              |                     |                     |  |  |                   |                   |
|  | 31 de agosto       |                    |               |              |                     |                     |  |  |                   |                   |
|  |                    |                    |               |              |                     |                     |  |  |                   |                   |
|  | JPN Japão          | 4                  |               |              |                     |                     |  |  |                   |                   |
|  | JPN Japão          | 4                  | 2 de setembro |              |                     |                     |  |  |                   |                   |
|  | CHN China          | 7                  |               |              |                     |                     |  |  |                   |                   |
|  | CHN China          | 7                  | CHN China     | 8            |                     |                     |  |  |                   |                   |
|  | 31 de agosto       |                    | CHN China     | 8            |                     |                     |  |  |                   |                   |
|  |                    | USA Estados Unidos | 1             |              |                     |                     |  |  |                   |                   |
|  | UKR Ucrânia        | USA Estados Unidos | 1             | 4            |                     |                     |  |  |                   |                   |
|  | UKR Ucrânia        |                    | 3 de setembro | 4            |                     |                     |  |  |                   |                   |
|  | USA Estados Unidos | 5                  |               |              |                     |                     |  |  |                   |                   |
|  | USA Estados Unidos | 5                  | CHN China     | 2            |                     |                     |  |  |                   |                   |
|  | 31 de agosto       |                    | CHN China     | 2            |                     |                     |  |  |                   |                   |
|  |                    | BRA Brasil         | 7             |              |                     |                     |  |  |                   |                   |
|  | BEL Bélgica        | BRA Brasil         | 7             | 4            |                     |                     |  |  |                   |                   |
|  | BEL Bélgica        | 2 de setembro      |               | 4            |                     |                     |  |  |                   |                   |
|  | LTU Lituânia       | 7                  |               |              |                     |                     |  |  |                   |                   |
|  | LTU Lituânia       | 7                  | LTU Lituânia  | 5            | Disputa pelo bronze | Disputa pelo bronze |  |  |                   |                   |
|  | 31 de agosto       |                    | LTU Lituânia  | 5            | Disputa pelo bronze | Disputa pelo bronze |  |  |                   |                   |
|  |                    | BRA Brasil         | 9             |              |                     |                     |  |  |                   |                   |
|  | BRA Brasil         | BRA Brasil         | 9             | 9            | USA Estados Unidos  | 7                   |  |  |                   |                   |
|  | BRA Brasil         |                    |               | 9            | USA Estados Unidos  | 7                   |  |  |                   |                   |
|  | TUR Turquia        | 4                  |               | LTU Lituânia | 10                  |                     |  |  |                   |                   |
|  | TUR Turquia        | 4                  |               |              | 10                  |                     |  |  |                   |                   |
|  |                    |                    |               |              |                     |                     |  |  | 3 de setembro     |                   |
|  |                    |                    |               |              |                     |                     |  |  |                   |                   |